# Distrito de Arraiján
Arraiján es uno de los cinco distritos que integran la provincia de Panamá Oeste, siendo su corregimiento homónimo la capital del distrito. Con una población de 299 079 habitantes según el censo de 2023, es el segundo distrito más poblado de Panamá (superado únicamente por el distrito capital de Panamá). 
El distrito tiene una extensión de 418.1 km² y se organiza territorialmente en nueve corregimientos. Limita al norte con el lago Gatún, al noreste con el distrito de Colón, al este con el distrito de Panamá, al sur con el golfo de Panamá y al oeste con el distrito de La Chorrera. Arraiján se encuentra en la orilla oeste de la entrada por el océano Pacífico del canal de Panamá. 
Constituido como una ciudad dormitorio de la Ciudad de Panamá, Arraiján es uno de los cuatro distritos que constituyen su área metropolitana de 1 925 067 habitantes, según el último censo. El distrito alberga diversas localidades como Panamá Pacífico, Veracruz, el centro urbano de Arraiján, Vacamonte, Nuevo Arraiján, Brisas del Golf de Arraiján, Burunga y Hato Montaña; que han experimentado un enorme crecimiento poblacional en los últimos años con el desarrollo de varios proyectos residenciales en el área, suscitando un incremento en el tráfico y el tiempo de viaje para los residentes que laboran en la ciudad capital. El Aeropuerto Internacional Panamá Pacífico, situado en la comunidad homónima, ha incrementado el tráfico de pasajeros en años recientes al recibir vuelos internacionales desde Costa Rica, Cuba, Colombia y Ecuador.

## Etimología
Existen varias versiones sobre el nombre, unas refieren a un cacique de nombre Arrayán, que dominaba las tierras circundantes al Cerro Cabra. Otras versiones refieren a una flor que abundaba en el distrito en los tiempos de la llegada de los españoles, llamada arrayán por su parecido con el mirto o arrayán de Europa (de la corrupción del idioma árabe ar-raihan).
En 1735, el obispo Pedro Morcillo Rubio y Auñón se refiere en sus escritos a Arraiján como un lugar fronterizo a la Ciudad de Panamá por la banda del poniente y donde había unas 700 almas.[cita requerida]
Existen fuentes[¿quién?] que dicen que ese nombre surge por la influencia del inglés. Viajando de Ciudad de Aspinwall (hoy Ciudad de Colón) en el Océano Atlántico, hacia Ciudad de Panamá en el Océano Pacífico (como durante el auge de la Fiebre del Oro en 1848), a la derecha de la segunda existía un pueblo: en inglés At right hand (A mano derecha). La gente que hablaba inglés se refería a esta área como "a la derecha" de la Ciudad, aunque ese nombre fue anterior a este episodio de la Historia de los Estados Unidos.

## Historia

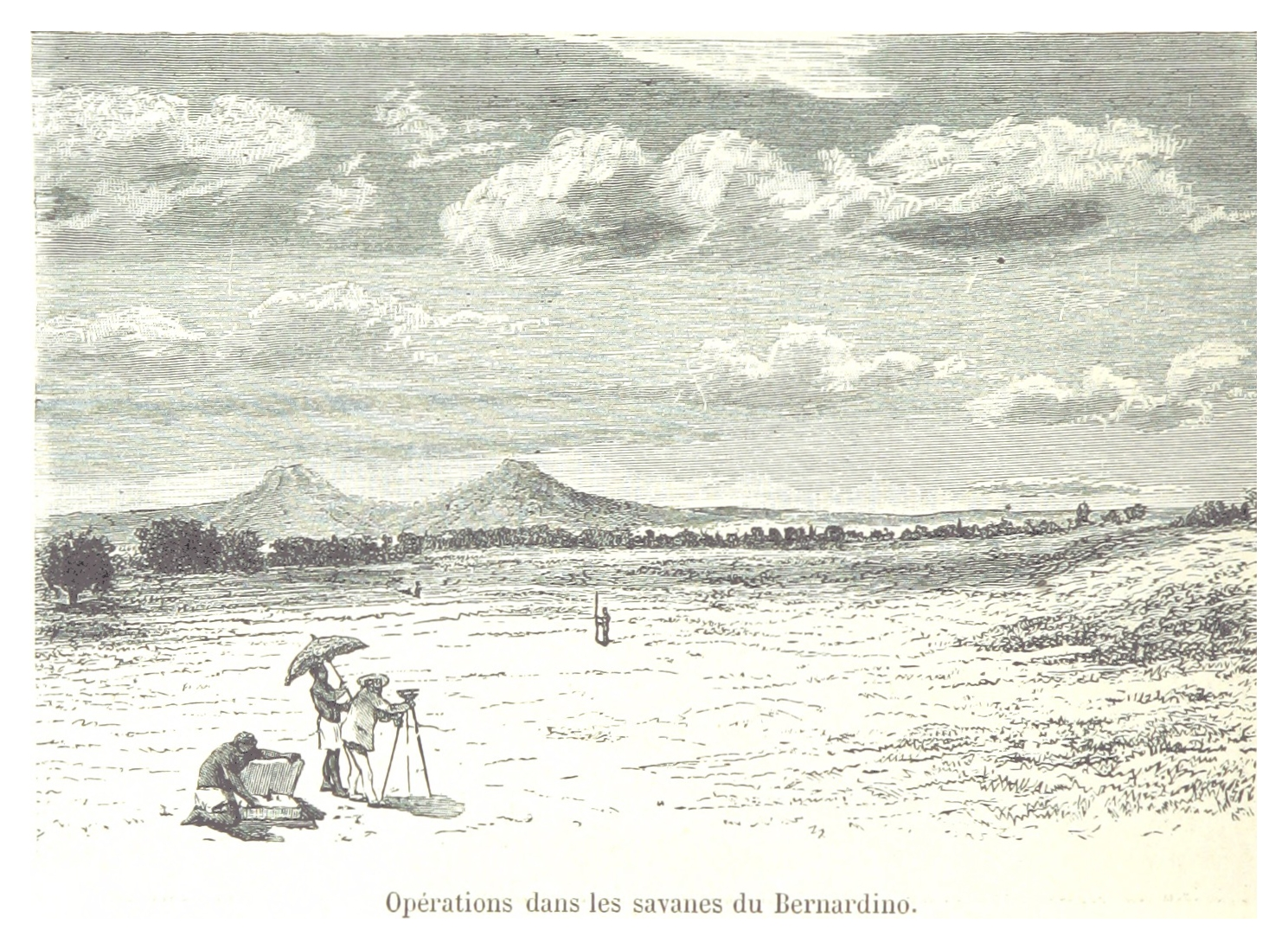
Sabana de Bernardino, Arraiján (1886)

En la época prehispánica se habitaron la región diversas etnias indígenas con su propio nivel de desarrollo cultural. Se han encontrado vestigios como un cementerio indígena localizado en Playa Venado, al sur del distrito, y que se remonta a inicios del siglo XV. En Bique se ha encontrado orfebrería con influencias indígenas sinú y quimbaya, que se remonta entre el siglo I y el siglo V.
Tras la llegada de los españoles, se tiene noticias de contactos entre indígenas y españoles en 1510, en la zona del río Caimito, para el desarrollo de la agricultura de sustento. A principios del siglo XVI el emperador Carlos I de España ordenó al Comando Real que se encontraba en el istmo que fundara un pueblo agrícola, y una iglesia entre el Cerro Cabra y el río Caimito, que más tarde sería la ciudad de Arraiján.
Durante la época colonial la región no se desarrolló económicamente y su población no aumentó, pues era un sitio de paso hacia la Ciudad de Panamá con el oeste del país. En 1735 sólo residían 700 habitantes, tras la visita del obispo Pedro Morcillo Rubio y Auñón.
Entre el 24 y 27 de agosto de 1831, Arraiján fue escenario de las batallas finales del militar Juan Eligio Alzuru, quien se había erigido dictador y las fuerzas de Tomás Herrera y José de Fábrega, que lograron derrotarlo, acabando con la secesión del istmo.
En el Censo General de la República de la Nueva Granada de 1843, Arraiján registró 851 habitantes. En ese entonces, pertenecía al Cantón de La Chorrera, junto a La Chorrera, Capira, Chame y San Carlos.
El distrito de Arraiján fue creado por la Asamblea Constituyente del Estado Federal de Panamá, por medio de Ley, el 12 de septiembre de 1855, sin embargo, los límites precisos del entonces nuevo distrito no serían establecidos hasta que la Asamblea Legislativa dictó la ley 32 de 1874.
En 1894 y 1898, cuando Panamá era un departamento de Colombia, se intentó modificar la organización política de Arraiján, afectando al distrito. Por medio de la ordenanza 7 de 1894 y 22 del 17 de junio de 1898, la Asamblea Departamental de Panamá eliminó los distritos de Arraiján y su territorio fue agregado a los distritos de Panamá y La Chorrera (la mayor parte de la antigua jurisdicción de Arraiján pasa a manos de La Chorrera), con la excepción de las comunidades de Cocolí, Farfán, que son agregados al distrito de Panamá, sin embargo, fueron anulados por el congreso de Colombia (1894) y la Corte Suprema de Justicia de Colombia (1898).
El Arraiján del siglo XIX era un pueblo aislado. Su comunicación con la Ciudad de Panamá se hacía cruzando en un bote, primero por el Puerto de Cochinito, y después de la construcción del Canal, por el Puerto de San Juan, cerca del actual Puente de las Américas. Hacia la región de La Chorrera se viajaba a caballo con las dificultades de las crecidas de los ríos, los barrancos y las lomas. Los comerciantes traían semanalmente su mercancía en la misma forma, pero los establecimientos comerciales estaban siempre surtidos de todo. La ciudad capital se comunicaba con el interior de la república por una carretera que pasaba por el pueblo de Paja (hoy Nuevo Emperador), la cual pasaba por La Chorrera. Arraiján era un pueblo con chozas de palma, rodeado de naranjos y cafetales.

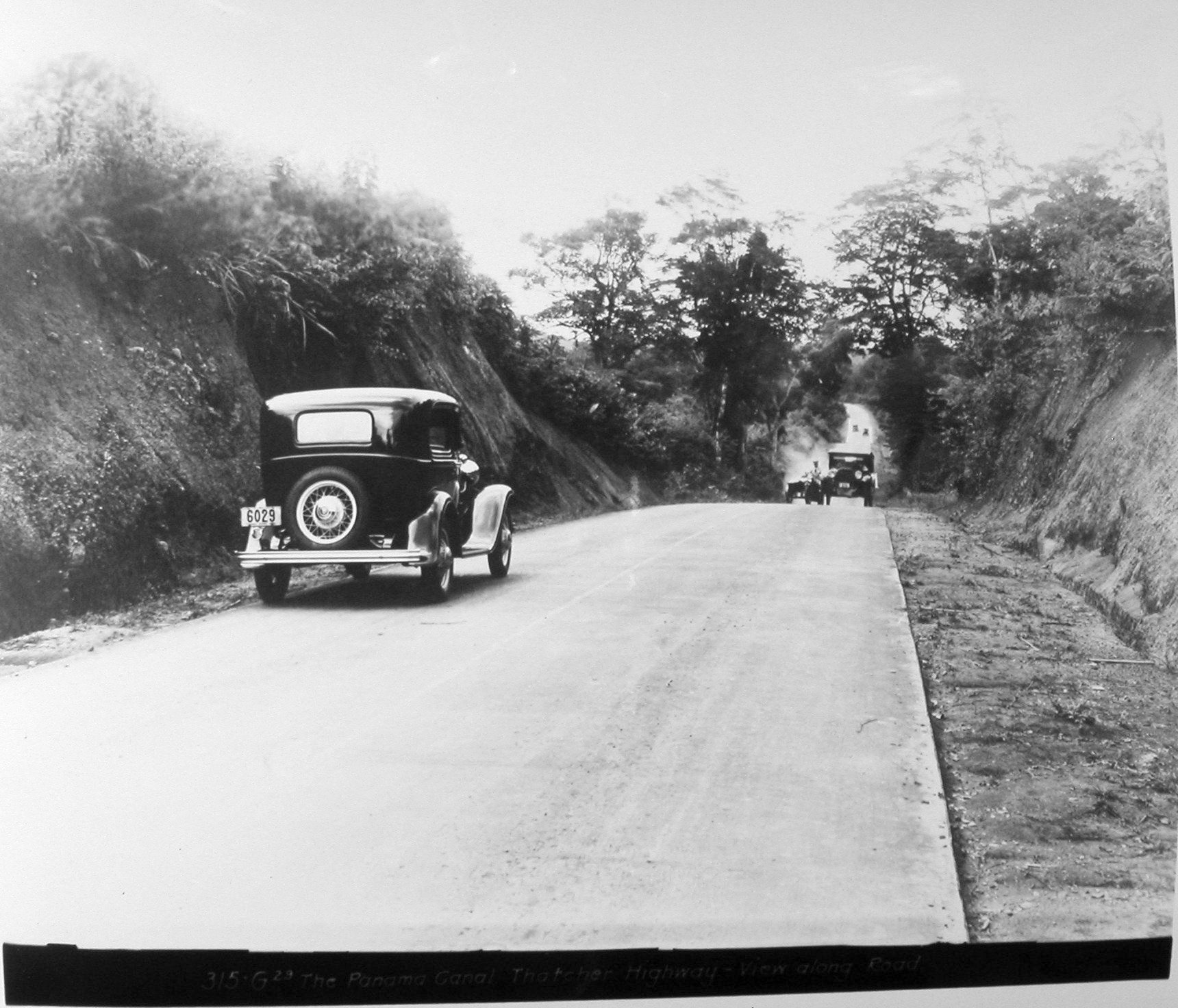
Vista de la Carretera Thatcher (1932)

En 1924 comenzó la construcción de la carretera La Chorrera a Arraiján, lo cual comenzó a dar nueva vida al pueblo. En 1926 un trabajador de la Junta de caminos, Demóstenes Rodríguez o "El Brujo", subió el primer automóvil que se vio en el pueblo; ejercía como alcalde Delfín Herrera. La carretera estuvo terminada hacia 1930. Quienes querían y podían viajar a la Ciudad de Panamá tenían que pasar a La Chorrera por Río Congo, Paja y Pedro Miguel, en la antigua Zona del Canal, donde un ferry los conducía a la otra orilla.
El 1 de septiembre de 1932 fue inaugurada la carretera Tatcher, tramo carretero en el Pacífico, por lo que antes fue la Zona del Canal, que comunicaba a la capital con Arraiján y demás pueblos del interior.
Con la inauguración del Puente de las Américas en 1962, se facilitó en gran medida la comunicación entre la ciudad capital y Arraiján, pero su población era apenas dispersa sobre la carretera Interamericana y separada por la Zona del Canal. No obstante, en la década de 1980 se inició la explosión demográfica, aunado con la construcción de la autopista Arraiján-La Chorrera, llegando a duplicarse la población de la década de 1970 y se da el crecimiento exponencial de comunidades como Cáceres, El Llano, Burunga, Nuevo Arraiján, Vista Alegre, Cerro Silvestre y la aparición de otras comunidades como Nuevo Chorrillo.
En 1940, el distrito de Arraiján estaba formado por los corregimientos de Arraiján cabecera, Bernardino Abajo, Bernardino Arriba, Camarón, Huile y Paja. El incremento poblacional de 1940 hace difícil explicarse el por qué, el 12 de junio de 1941, al dictar la Ley n.º 103 por la cual se ampliaron los límites de Panamá decidiera suprimir al Distrito de Arraiján, incluyéndolo como uno de los corregimientos del distrito de Panamá. Pero luego del derrocamiento del presidente Arnulfo Arias, los nuevos gobernantes se abocaron a la tarea de darle una nueva organización política al país, lo cual se reflejó fundamentalmente en la Constitución de 1946. Pero un año antes, se realizó un examen de los cambios que en las divisiones políticas había formulado aquel en el período 1940-1941. Arraiján fue beneficiada en esta ocasión, pues se le devolvió su antiguo estatus de distrito de la provincia de Panamá, por medio del Decreto n.º 13 (de 8 de febrero de 1945).
Según el censo de 1960, el distrito de Arraiján estaba conformado por los siguientes corregimientos: Arraiján (cabecera), Nuevo Arraiján (luego renombrado a Juan Demóstenes Arosemena), Nuevo Emperador y Veracruz. En 1962, atendiendo al crecimiento poblacional, a la expansión de antiguos sitios y al surgimiento de nuevos poblados, las comunidades de Vista Alegre y Santa Clara fueron elevadas a la categoría de corregimientos. En 2003, mediante la Ley 42 del 30 de abril, se crearon los corregimientos de Burunga y Cerro Silvestre. En 2022 se creó el corregimiento de Vacamonte.

## Geografía

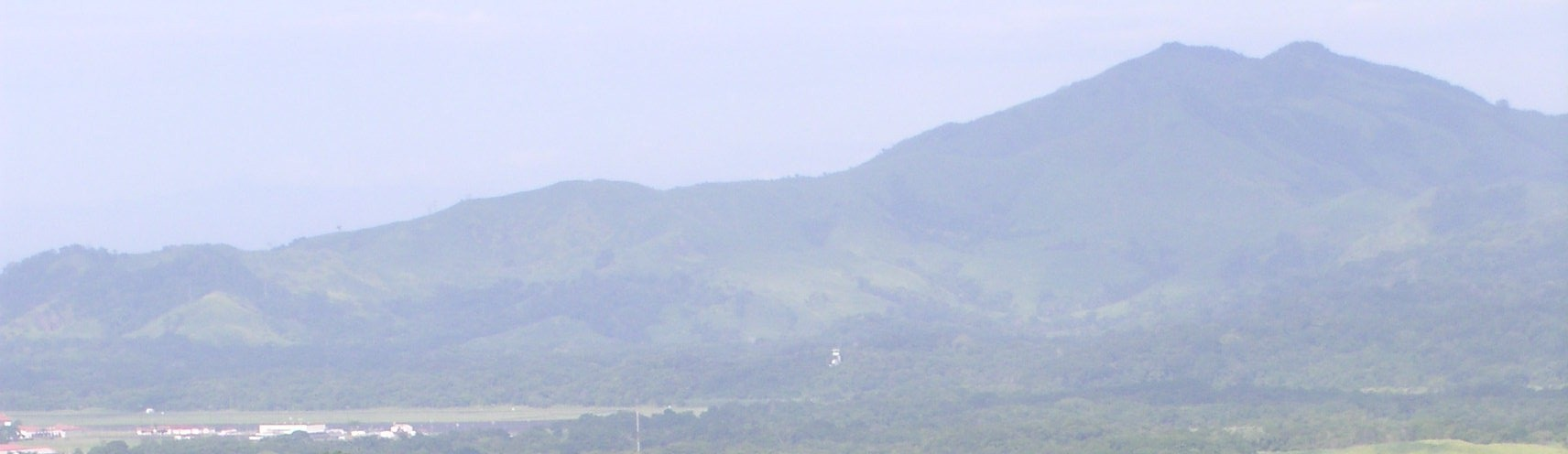
Cerro Cabra

Arraiján está situado entre los 9° 2' 42" y 8º 51' 45" de latitud norte y entre los 79° 37' 0" y 79º 37' 5" de longitud oeste. Esta sobre una planicie de alrededor de 100 metros de altura, pero existen depresiones y elevaciones como el cerro Cabra (512 m), que es la máxima altura del distrito y cerro Galera (341 m); ambas al suroeste.
En ella hay suelos no arables con muchas limitaciones, que solo sirven para pastoreo y cultivo, aunque hay bosques y tierras de reserva. En esta región, la cordillera continental se aproxima bastante a la costa, provocando que los ríos y quebradas sean generalmente cortos y estrechos y de cuenca pequeña. Existen 54 ríos y quebradas en el distrito en las que se pueden destacar el río Caimito (que limita con La Chorrera) y su afluente el río Aguacate; también el río Paja y el río Velásquez. Todos desembocan en el golfo de Panamá. El clima por lo general es húmedo y tropical.

## Demografía
Según el censo de 1911, la población de Arraiján era fundamentalmente mestiza y estaba formada por tan sólo de 698 personas. Quizás las obras de construcción del canal propiciaron la movilización de trabajadores hacia el área canalera, lo cual explicaría el brusco descenso demográfico. Para 1920, cuando aquellos trabajos habían concluido, encontramos a 2.254 personas habitando en Arraiján. A lo largo de esta década se da un lento crecimiento, alcanzando la cifra de 2.676 habitantes en 1930. Según el censo de 1940, su población llegaba a 3.966 habitantes.
El pujante crecimiento natural de Arraiján así como las migraciones que comienzan a llegar aquí del interior del país explican en cierta medida este reconocimiento oficial de su nueva categoría político-administrativa. Efectivamente, para 1950 Arraiján cuenta ya con 7.138 habitantes (un crecimiento del 80% en relación con el censo anterior). Según el censo de 1960, el distrito tenía una población de 11.128 habitantes y estaba conformado por los siguientes corregimientos: Arraiján (cabecera), Nuevo Arraiján, Nuevo Emperador y Veracruz. Al año 2023, el distrito de Arraiján cuenta con una población de 299.079 habitantes.

## Gobierno y política

### Alcaldía del Distrito
El alcalde es la máxima autoridad del distrito y es elegido por todos los ciudadanos mayores de 18 años habilitados para votar, en una elección concurrente con la de los representantes de corregimiento y las autoridades nacionales (presidente de la República y miembros de la Asamblea Nacional). Las responsabilidades del alcalde, establecidas por el artículo 240 de la Constitución, son: presentar proyectos de acuerdos, ordenar los gastos de la administración local, nombrar y remover a los funcionarios públicos municipales cuya designación no corresponda a otra autoridad, promover el progreso municipal y garantizar el cumplimiento de los deberes de los funcionarios del municipio, entre otras que sean dispuestas por la Ley.
La alcaldesa del distrito de Arraiján desde el 1 de julio de 2024 es Stefany Dayan Peñalba, elegida por la libre postulación y el Partido Popular con el 28.72 % de los votos válidos.

### Consejo Municipal
El Consejo Municipal ostenta el poder legislativo del gobierno del Distrito y tiene la responsabilidad de aprobar o rechazar los proyectos municipales presentados por el alcalde. Está constituido por los representantes de los 9 corregimientos del Distrito:
- Arraiján – H. R. Noris Pauleth Quintero (Realizando Metas)[20]
- Burunga – H. R. Lohannis Gaitán (Partido Panameñista)[20]
- Cerro Silvestre – H. R. Yohana Saldaña (Partido Revolucionario Democrático)[20]
- Juan Demóstenes Arosemena – H. R. Raquel Murillo (Libre postulación)[20]
- Nuevo Emperador – H. R. Jorge Salgado (Partido Revolucionario Democrático)[20]
- Santa Clara – H. R. José Ibarra (Partido Panameñista)[20]
- Veracruz – H. R. Micsila Rodríguez (Libre postulación)[20]
- Vista Alegre – H. R. Luz D. Oliver (Partido Revolucionario Democrático)[20]
- Vacamonte – H. R. José Pérez (Libre postulación)[20]

Cada representante es responsable de la administración de la junta comunal de su corregimiento que, a su vez, es responsable de impulsar la organización de la comunidad para promover su desarrollo socioeconómico y político. En este sentido, su deber primordial es promover el desarrollo de la colectividad y buscar la solución de sus problemas más relevantes. Los recursos financieros de las juntas comunales provienen de la alcaldía y la Autoridad Nacional de Descentralización.

### Organización territorial
El distrito de Arraiján, a partir del 28 de abril de 2022,  se organiza territorialmente en un total de nueve corregimientos: 
| Corregimiento             | Superficie (km²) | Censo de 2023 | Censo de 2023 | Censo de 2023      |
| Corregimiento             | Superficie (km²) | Población     | VP            | Densidad (hab/km²) |
| ------------------------- | ---------------- | ------------- | ------------- | ------------------ |
| Arraiján                  | 65.7             | 44 327        | 8.01 %        | 674.5              |
| Juan Demóstenes Arosemena | 40.7             | 66 474        | 79.45 %       | 1 631.5            |
| Nuevo Emperador           | 107.9            | 10 414        | 166.82 %      | 96.5               |
| Santa Clara               | 53.5             | 2 630         | 22.95 %       | 49.2               |
| Veracruz                  | 49.4             | 24 486        | 31.72 %       | 496.2              |
| Vista Alegre              | 11.4             | 21 417        | N/A           | 1 883.9            |
| Burunga                   | 51.7             | 51 167        | 30.86 %       | 988.8              |
| Cerro Silvestre           | 19.0             | 31 567        | 33.80 %       | 1 663.8            |
| Vacamonte                 | 18.8             | 46 597        | N/A           | 2 474.6            |
| Total general             | 418.1            | 299 079       | 35.47 %       | 715.3              |

## Economía

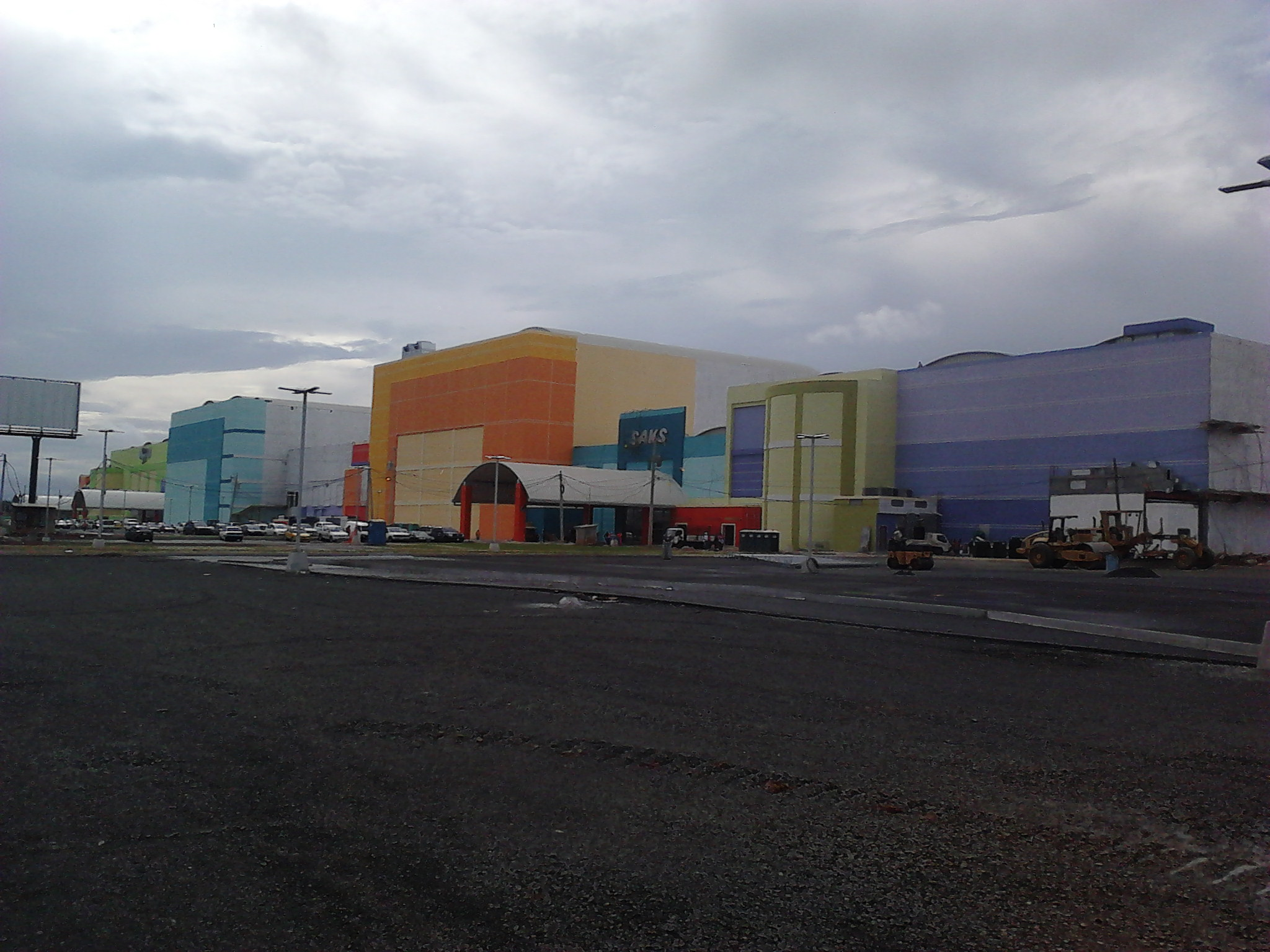
Westland Mall, principal centro comercial del distrito.

La actividad pesquera se desarrolla en Veracruz y en el puerto de Vacamonte. La Zona Marítima de Petróleo y la nueva región de Panamá Pacífico son importantes polos industriales y comerciales. También cuenta con nuevas y modernas zonas residenciales, centros comerciales, bancos, el centro portuario más moderno de Centroamérica, una planta potabilizadora que abastece agua potable a las poblaciones de Panamá Oeste y el cuarto puente sobre el Canal de Panamá. Arraiján cuenta con varias escuelas secundarias, por su parte en el corregimiento de Vista Alegre, opera la Universidad Cristiana de Panamá, y en Juan Demóstenes Arosemena la Escuela Vocacional de Chapala.
El distrito cuenta asimismo con la Autopista Arraiján - La Chorrera, la Autopista del puente Centenario y la Carretera Panamericana (conocida informalmente como "Carretera Vieja").[cita requerida]